# Hofermühle Süd
Hofermühle Süd ist ein etwa 17 Hektar großes Gebiet, das im Jahr 1984 unter der Schlüsselnummer ME-009 unter Naturschutz gestellt wurde. Es liegt südlich der Kernstadt von Heiligenhaus, südöstlich angrenzend an die im Angertal gelegene Hofermühle. Weitere 387 ha wurden durch die Ausweisung des Naturschutzgebietes Angertal unter Schutz gestellt.

## Beschreibung
Bei dem Gebiet handelt es sich um einen seit etwa 1945 aufgegebenen Kalksteinbruch mit steilen Felswänden, in dessen Muschelkalk aus dem Mitteldevon viele Versteinerungen gefunden wurden. Der Kalksteinbruch ist mittlerweile in Teilen verbuscht und besitzt in der Sohle einen Teich, der ein wichtiges Amphibienlaichgebiet darstellt. Der gesamte ehemalige Steinbruch ist vollständig abgezäunt und somit für Menschen unzugänglich, zudem besteht ein Betretungsverbot. Er ist ein wichtiges, weitgehend ungestörtes Refugium für Insekten, Vögel, Amphibien und Reptilien. Die Flora des Steinbruches ist als Magerstandort für kalkliebende Blütenpflanzen bemerkenswert, in dem einige Orchideenarten und weitere seltene Pflanzenarten entdeckt wurden.
Den westlichen Teil des Naturschutzgebietes durchfließt die Anger auf einem 400 m langen Abschnitt naturnah und stark mäandrierend. Der Teich im Nordwesten des Gebietes ist ein ehemaliges Angelgewässer, das seit Jahren ausschließlich dem Naturschutz zur Verfügung steht. Auch dieser Teich hat eine hohe Bedeutung als Amphibienschutzgewässer.
Der Angerbachabschnitt, der insgesamt eine hohe Wertigkeit für den Erhalt auentypischer Biotope und Arten hat, ist Teil eines regionalen Biotopverbundes. Der Steinbruch mit seinem Weiher ist insbesondere für Amphibien und Libellen ein wichtiges Rückzugs- und Trittsteinbiotop.

## Tier- und Pflanzenwelt
Zahlreiche laut Roter Liste NRW (in Klammern Gefährdungseinstufung) seltene und besonders schützenswerte Arten sind im Gebiet heimisch. Beispielhaft hervorgehoben seien:
Tierarten:
Ringelnatter (RL 3), Geburtshelferkröte (RL 3), Kammmolch (RL 1), Waldschnepfe (RL 3), Kleinspecht (RL 3) und Steinkauz (RL 1).
Pflanzenarten:
Echtes Tausendgüldenkraut (RL V), Gewöhnliche Natternzunge (RL 2), Großes Zweiblatt, Roter Zahntrost (RL V), Steifer Augentrost (RL 3), Übersehenes Knabenkraut (RL 3S) und Wiesen-Glockenblume (RL 3).

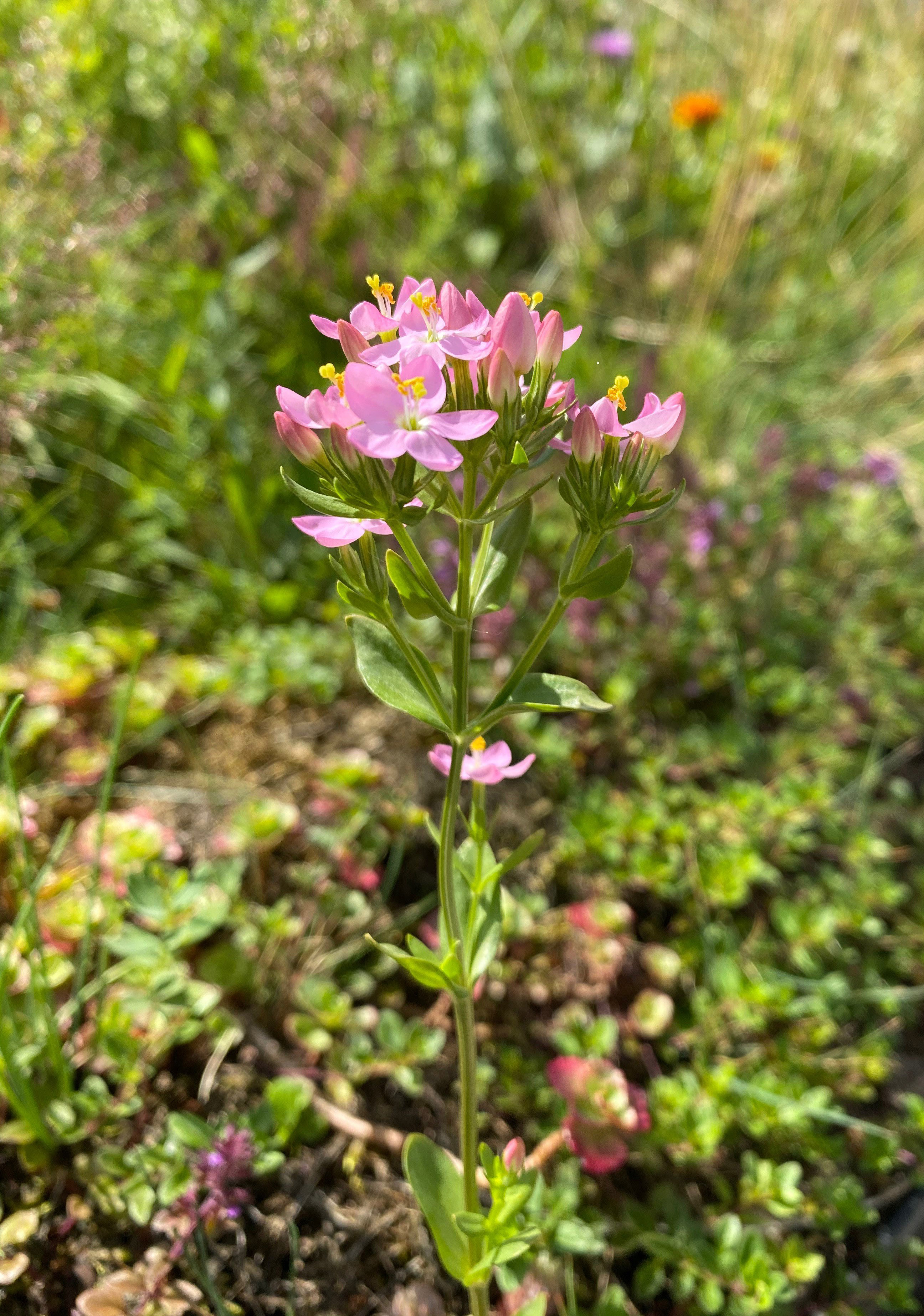
Gesetzlich geschützt: Echtes Tausendgüldenkraut
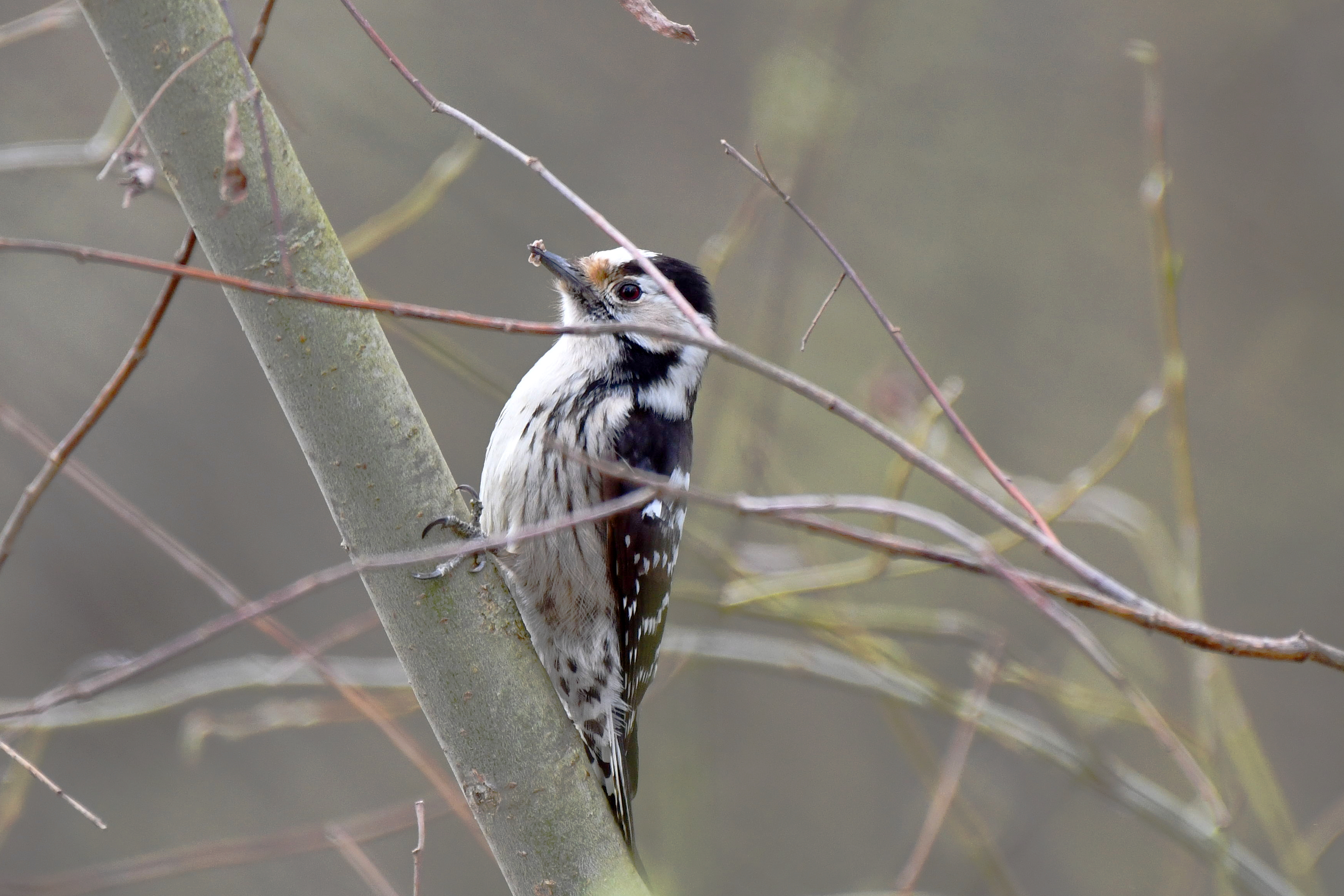
Kleinspecht – benötigt besondere Lebensräume
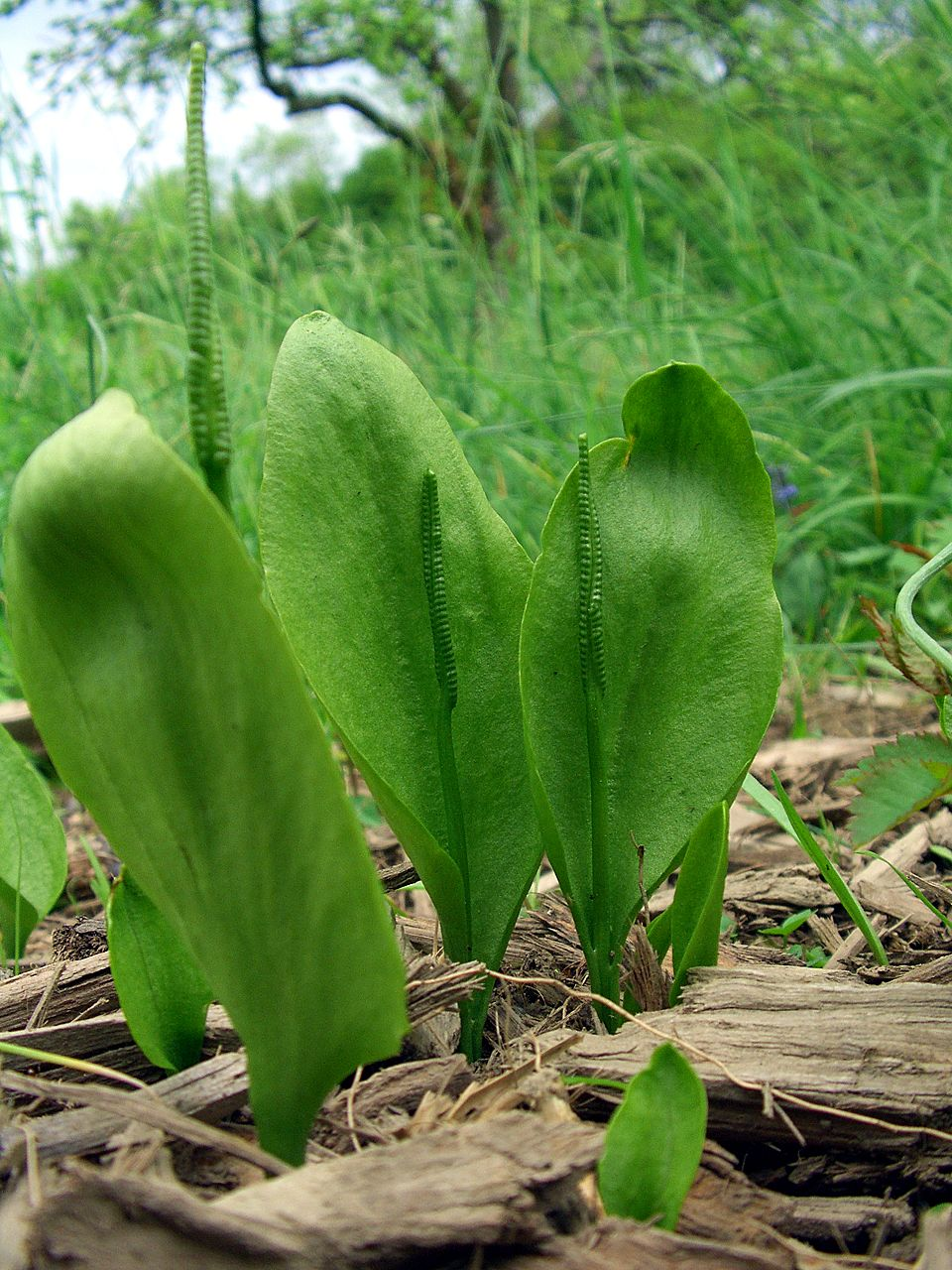
Bizarr und gefährdet: Gewöhnliche Natternzunge
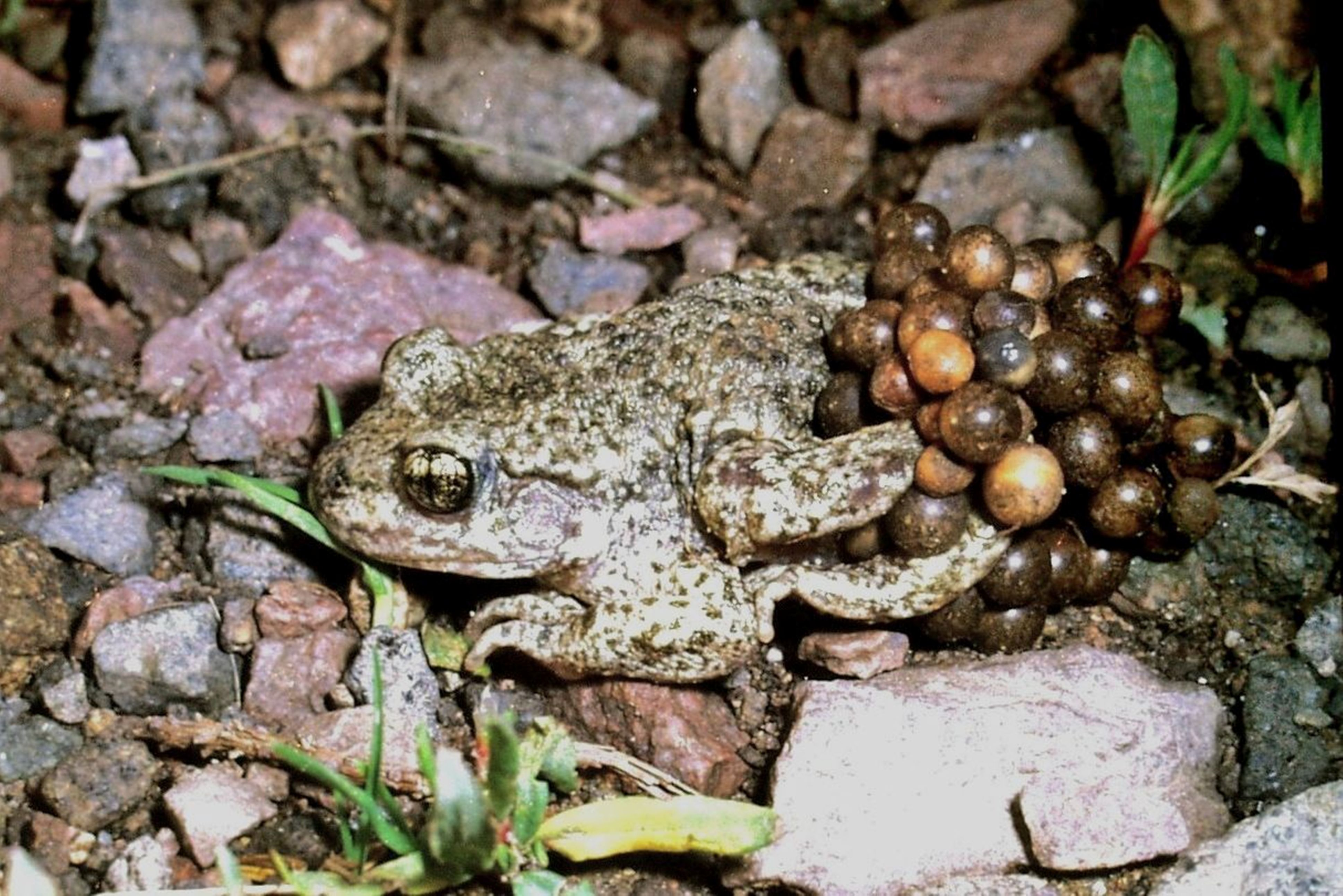
Geburtshelferkröte – heimisch im Steinbruch
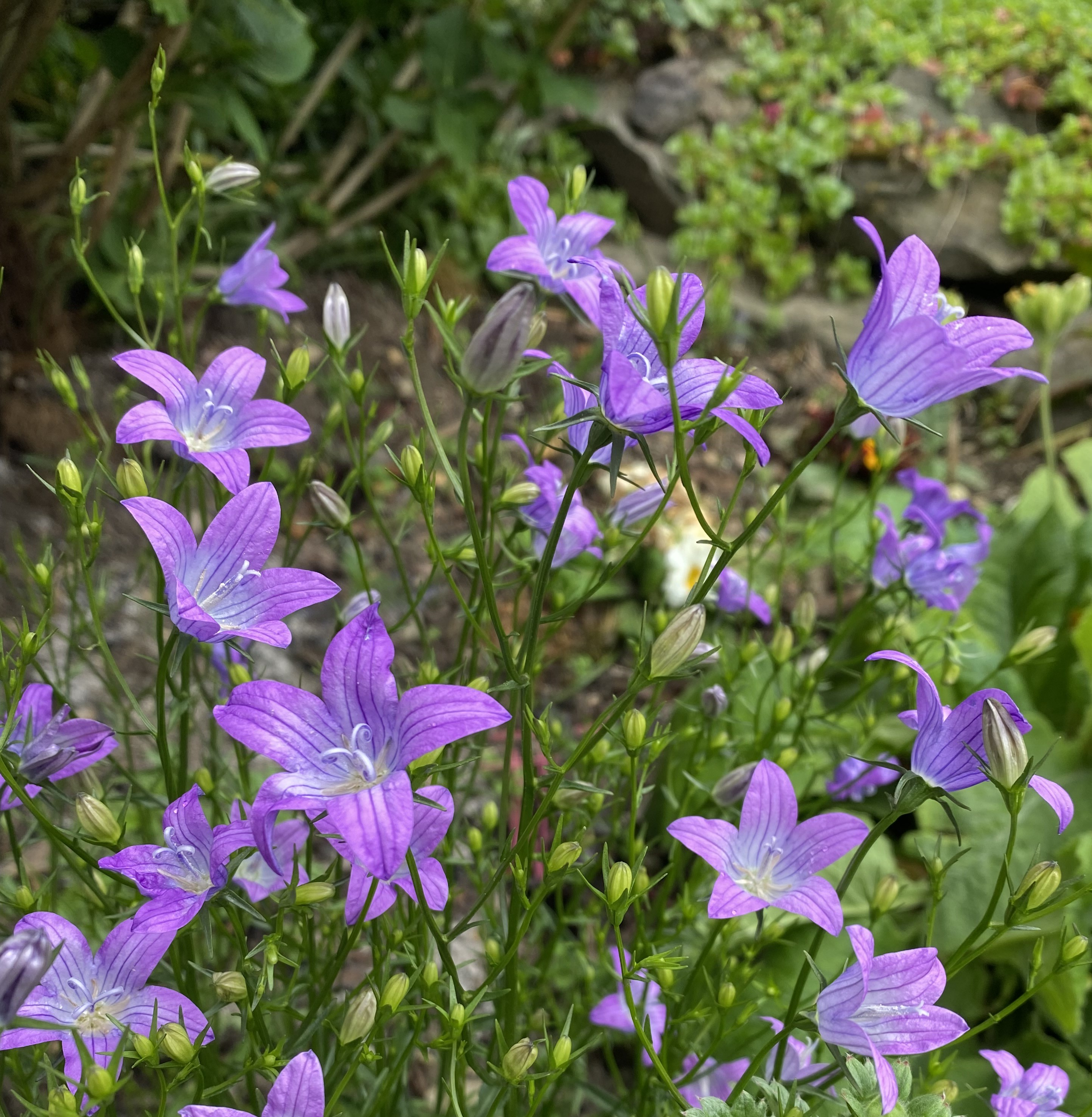
Leider immer seltener zu sehen: Wiesen-Glockenblumen
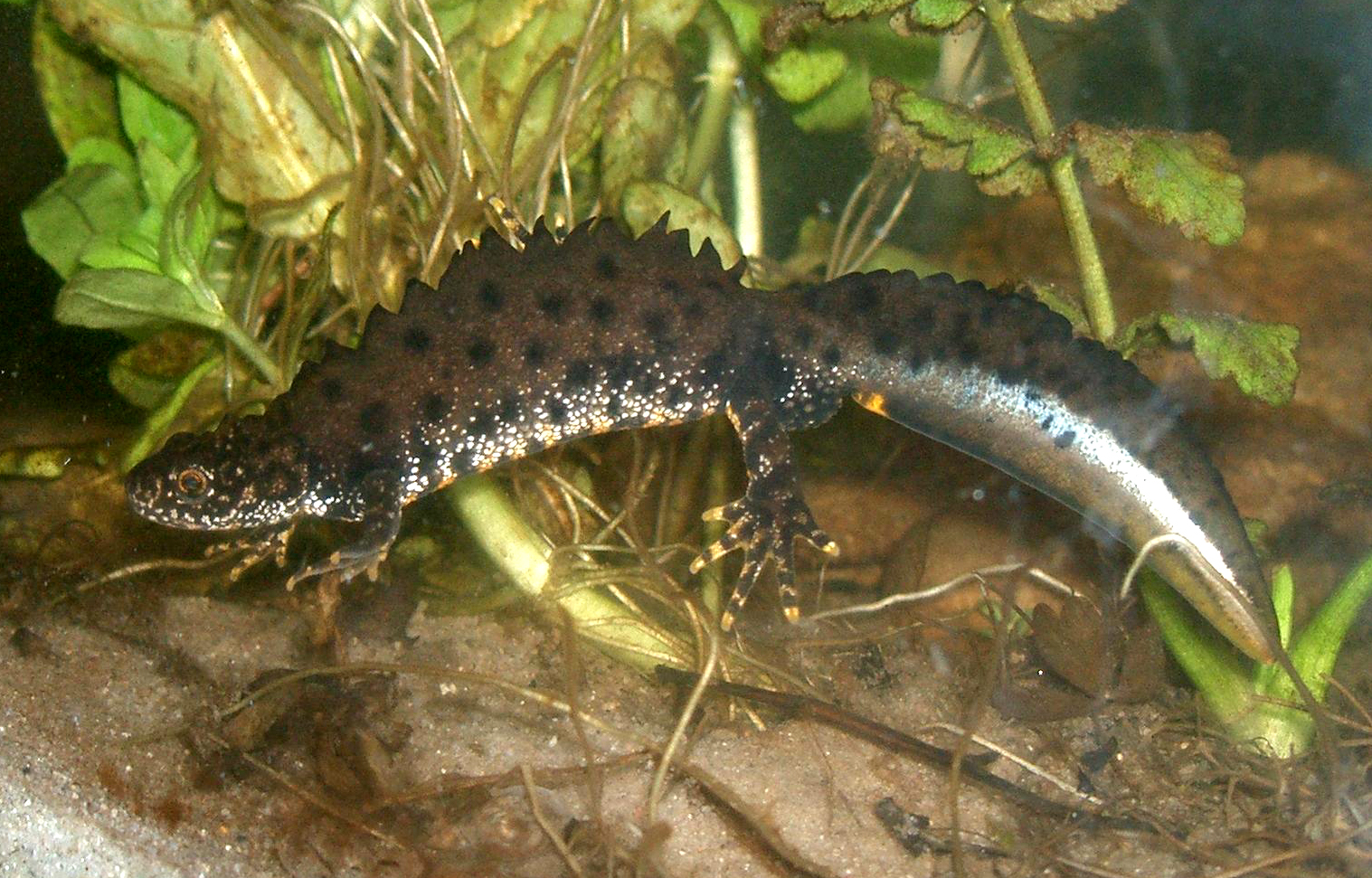
Kammmolche – mittlerweile vom Aussterben bedroht

## Schutzziele
- Erhaltung und Optimierung eines aufgelassenen Kalk-Steinbruches als Lebensraum für seltene Tiere und Pflanzenarten;
- Erhaltung des Orchideen- und Natternzungenvorkommens;
- Erhaltung und Entwicklung eines naturnahen Angerbachabschnittes mit Auwald.[3][4]